# كلية خليفة بن زايد الجوية
كلية خليفة بن زايد الجوية ( KBZAC ) هي كلية عسكرية تابعة للقوات المسلحة لدولة الإمارات العربية المتحدة وهي المؤسسة التدريبية الرئيسية للقوات الجوية لدولة الإمارات العربية المتحدة . تقع في العين . 

## التاريخ
تأسست الكلية لأول مرة كمدرسة للطيران في يونيو 1982 في موقع قاعدة الظفرة الجوية في أبو ظبي من قبل الأب المؤسس لدولة الإمارات العربية المتحدة الشيخ زايد بن سلطان آل نهيان . تم إنشاء المدرسة لإعداد وتخرج طيارين عسكريين للقوات الجوية الإماراتية على دراية بمشهد الشرق الأوسط وبيئته. في عام 1984 تم تغيير اسم المدرسة إلى الكلية الجوية وتولى أمرها الشيخ محمد بن زايد آل نهيان . وفي عام 1996، تم افتتاح المباني الجديدة للكلية الجويّة في العين، وتم تغيير اسم الكلية إلى "كلية خليفة بن زايد الجوية"ويعد مطار العين مقراً للكلية ولها حق الوصول الكامل الى خدماته المتنوعة
في عام 2007 ، تم اعتماد الكلية كأحد المعاهد التعليمية في دولة الإمارات العربية المتحدة من قبل وزارة التربية والتعليم في دولة الإمارات العربية المتحدة.  كما حصلت الكلية على الاعتماد المؤسسي من وزارة التعليم العالي والبحث العلميّ في الدولة، وتمَّ اعتمادها كواحدة من المؤسسات الأكاديميّة المعتمدة في دولة الإمارات العربية المتحدةوتمَّ الاتفاق بين القيادة العامة للقوات المسلحة وكليات التقنية العليا على تنفيذ البرنامج التعليميّ الذي تمنح بموجبه كليات التقنية العليا بالدولة درجة البكالوريوس في علوم الطيران 

## الأهداف
من أبرز أهداف الكلية:
- إظهار الالتزام بالثقافة العسكريّة واكتساب مهارات وصفات القيادة
- ابتكار حلول إبداعية والارتقاء بالخبرات العسكريةلمواجهة التحديات المستقبلية .
- اكتساب المعرفة العمليّة والنظريّة لعلوم الطيران والمواضيع الأخرى المرتبطة بها
- اكتساب الكفاءة في الطيران والإسناد الجوي باستخدام أجهزة المحاكاة، الطائرات، الطائرات بدون طيار، المروحيّات ووحدات الإسناد الجويّ.

## منهاج دراسي
تقدم الكلية برامج بكالوريوس طيران في ثلاث تخصصات لعلوم الطيران والطيران العسكري: 
- طياران مقاتل
- طائرات الهليكوبتر
- تقنيات المركبات الجوية بدون طيار

كما تقدم الكلية دراسات في الدعم الجوي العسكري وتخرج ضباط دفاع جوي. 

## خريج متميز
- مريم المنصوري - أول طيارة مقاتلة لدولة الإمارات العربية المتحدة
- هزاع المنصوري - أول رائد فضاء إماراتي في الفضاء

## روابط خارجية
الموقع الرسمي لكلية خليفة بن زايد الجوية